# Ратновце
Ратновце (слч. Ratnovce) насељено је мјесто са административним статусом сеоске општине (слч. obec) у округу Пјештјани, у Трнавском крају, Словачка Република.

## Становништво
| Година:    | 1994. | 2004.   | 2014.   | 2024.   |
| ---------- | ----- | ------- | ------- | ------- |
| Број људи: | 960   | 950     | 1027    | 1074    |
| Разлика:   |       | -1,04 % | +8,10 % | +4,57 % |

| Година:    | 2023. | 2024.   |
| ---------- | ----- | ------- |
| Број људи: | 1082  | 1074    |
| Разлика:   |       | -0,73 % |

Према подацима о броју становника из 2024. године насеље је имало 1074 становника.